# 澤田友美
澤田 友美（さわだ ともみ、1984年5月11日 - ）は、日本の元タレント、元ファッションモデルである。今は芸能界を引退している。かつてはプラチナムプロダクションに所属していた。

## 来歴
北海道帯広市出身。特技は日本舞踊。
2008年、「ミスFLASH」3代目グランプリに選ばれる。北海道出身者としては初のミスFLASH制覇で話題になったものの、翌年、ホストの男とできちゃった結婚をし女の子を出産したが、スピード離婚。シングルマザーになった。

## リリース作品

### 写真集
- 「ヌーディスト」（辰巳出版）

### DVD
- 「ミスFLASH2008 澤田友美」（イーネット・フロンティア、2008年8月8日発売）

## 出演

### TV
- 神さまぁ〜ず（TBS、2008年7月22日、7月29日[3]）
- お試しかっ!（テレビ朝日、2008年8月25日）ビキニが高速スライダーで外れるか実験

### ドラマ
- 59番目のプロポーズ〜結婚適齢期の女の本音（2006年）

### 映画
- ワイルドスピードX2（2003年）

### 雑誌
- Nuts（英知出版）
- Happie（英知出版）
- BLENDA（角川春樹事務所）
- FLASH（光文社） - ミスFLASH2008グランプリ

### その他
- 奥田民生ライブツアーパンフレットモデル（2006年）
- 「NISSAN X-TRAIL CUP」ウェイクボードイメージガール（2006年）
- 「GIRLZ SHOWER」CDジャケットモデル（EMIミュージック・ジャパン）